# Ancistrochilus thomsonianus
Espèce
Synonymes
- Ipsea thomsoniana (Rchb.f.) Pfitzer[1]
- Pachystoma thomsonianum Rchb.f.[1]

Ancistrochilus thomsonianus (Rchb. f.) Rolfe est une espèce de plantes à fleurs de la famille des Orchidaceae (les orchidées) et du genre Ancistrochilus, endémique d'Afrique centrale.

## Description
C'est une herbe épiphyte à pseudobulbes, potentiellement ornementale.

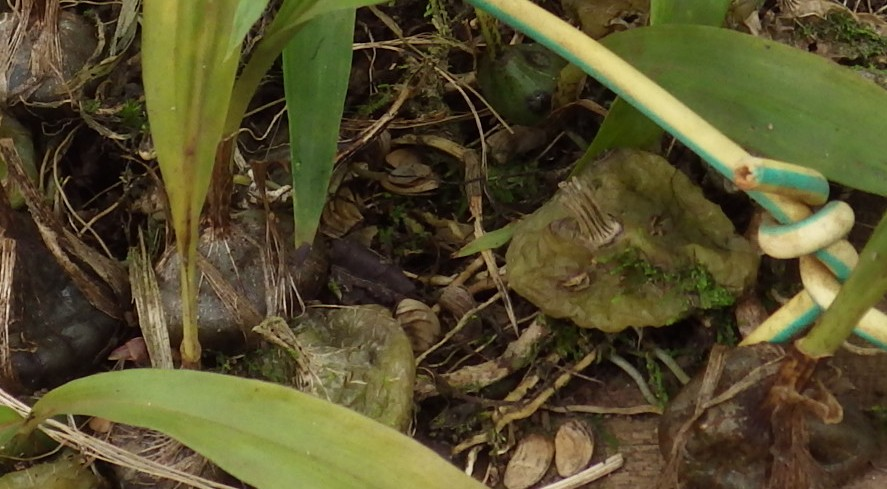
Pseudobulbes
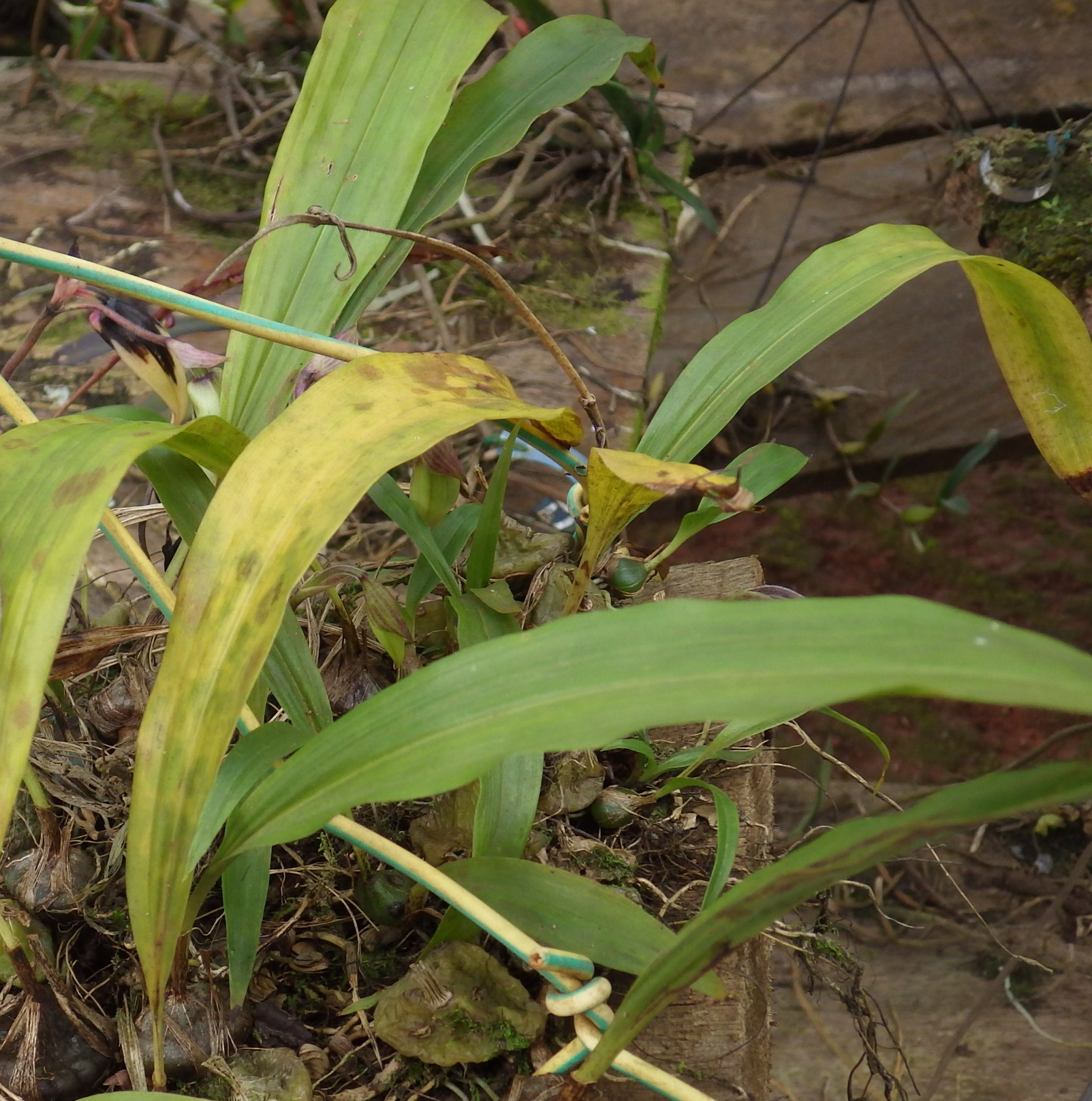
Feuilles
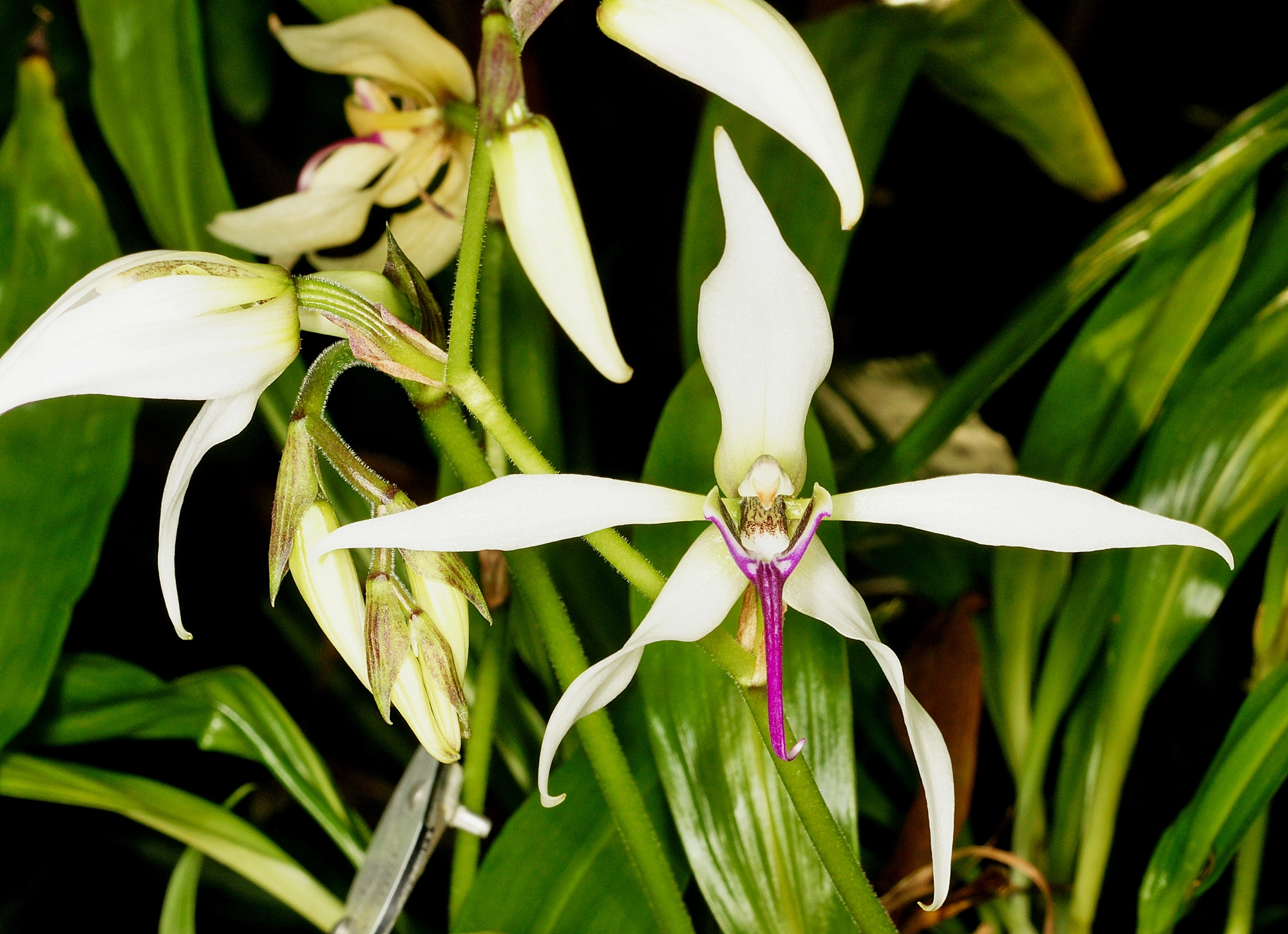
Fleur
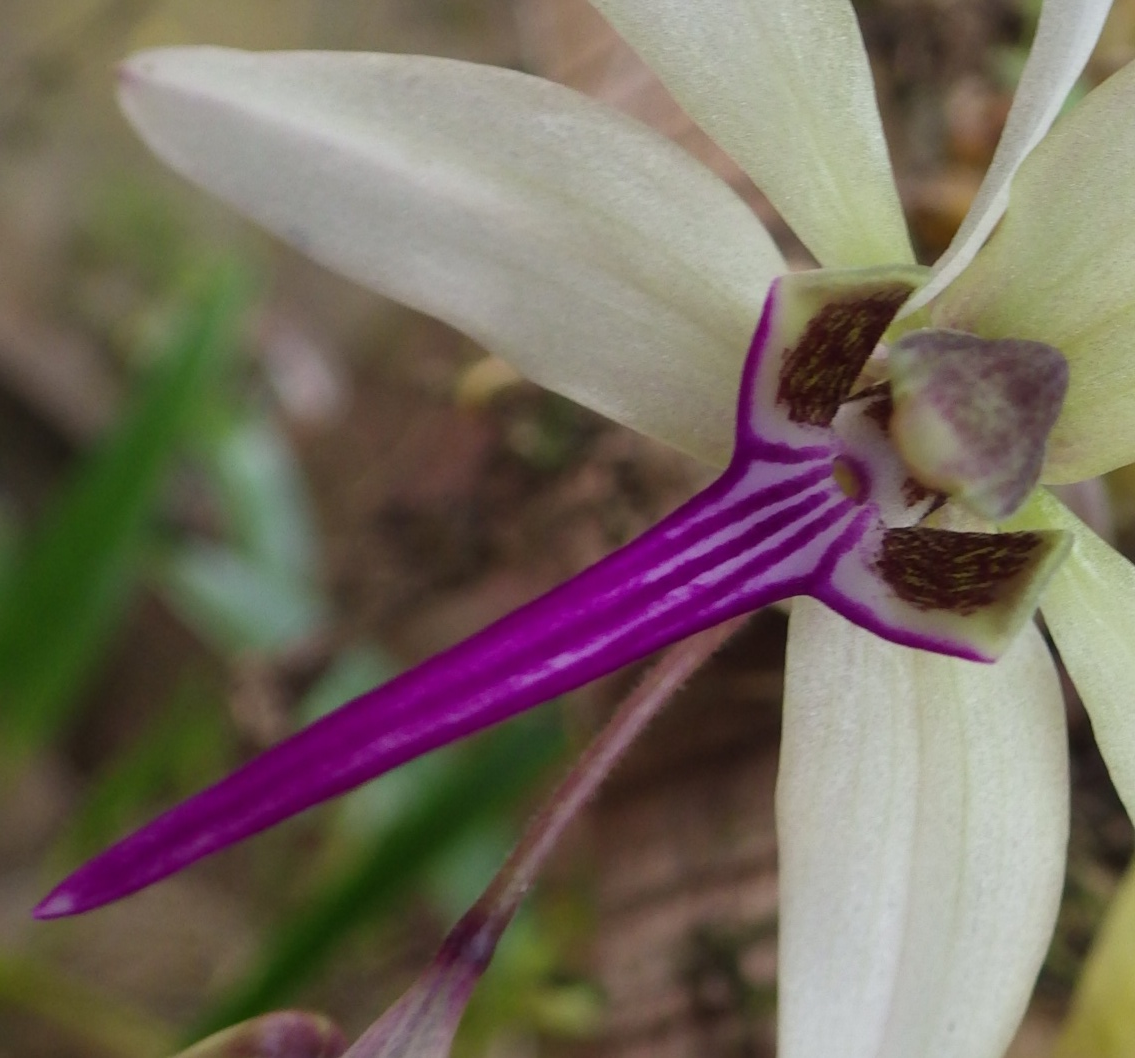
Labelle

## Distribution
Relativement rare, elle a été observée principalement au Cameroun dans deux régions (Sud-Ouest et Littoral), également au sud-est du Nigeria, au Gabon, en Guinée équatoriale (Région continentale), en République centrafricaine et en République démocratique du Congo.

## Liste des variétés
Selon Tropicos (18 décembre 2017) :
- variété Ancistrochilus thomsonianus var. gentilii De Wild.